# Svátost kněžství
Možná hledáte: Duchovní (křesťanství)

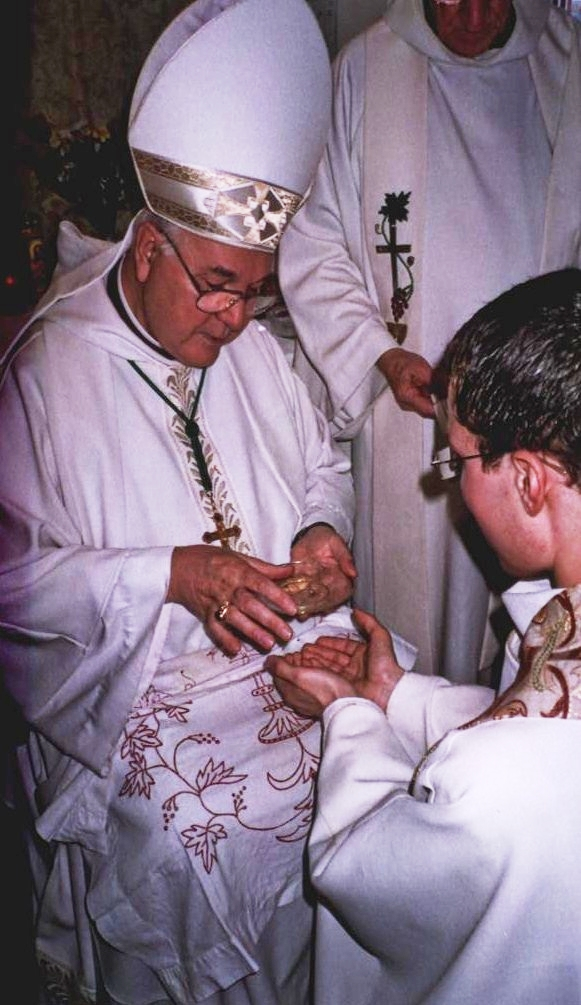
Úkon pomazání rukou při kněžském svěcení v římskokatolické církvi latinského obřadu

Svátost kněžství nebo svátost svěcení (katolická církev), svěcení kněžstva (CČSH) či svatá tajina kněžství (pravoslavná církev), někdy též ordinace z latinského sacramento ordinis, je v některých křesťanských církvích svátostný obřad ustanovení duchovních (včetně spirituálních a církevněprávních důsledků tohoto obřadu). Struktura ustanovení a jeho význam se v jednotlivých křesťanských církvích liší: katolická, pravoslavná a některé další církve mají svěcení za svátost, zatímco církve vycházející z reformace jej obvykle považují za ustanovení ke službě, které je sice posvátné, ale není počítáno ke svátostem.

## Katolická církev
Viz též: Kněžství v katolické církvi
V katolické církvi latinského obřadu je svátost kněžství upravena kánonem 1008 Kodexu kanonického práva (CIC) latinsky: „Sacramento ordinis ex divina institutione inter christifideles quidam, charactere indelebili quo signantur, constituuntur sacri ministri, qui nempe consecrantur et deputantur ut, pro suo quisque gradu, novo et peculiari titulo Dei populo inserviant.“; česky: „Svátostí svěcení se z Božího ustanovení někteří věřící, označení nezrušitelným znamením, stávají posvátnými služebníky, kteří jsou zasvěceni a určeni, aby, každý podle svého stupně, novým a specifickým způsobem sloužili Božímu lidu.“ Pro východní katolické církve je podobný obsah zachycen v kánonech 743 a 323 §1 Kodexu kánonů východních církví (CCEO).
Stupně svátosti svěcení jsou tři: biskupský, kněžský a jáhenský. Svátost svěcení se uděluje vkládáním rukou a modlitbou svěcení, kterou pro jednotlivé stupně předpisují liturgické knihy.
Jako předstupeň svátosti kněžství či jako samostatné nesvátostné služby mohou být věřící ustanoveni akolity a lektory. Před rokem 1972 v katolické církvi existoval pod názvem nižší svěcení kromě akolytátu a lektorátu také exorcitát, ostiariát a podjáhenství jako první z vyšších svěcení.

### Tři dary
Katolická teologie učí, že je trojí Kristův úřad (srov. prorocký, kněžský a královský), jenž se v plnosti udělují při biskupském svěcení biskupům, aby napodobujíce Krista společně s kněžími a jáhny vykonávali:
- dar vést (lat. munus regendi),
- dar vyučovat (munus docendi)
- a dar posvěcovat (munus sanctificandi).[11]

Kodex kanonického práva tyto tři dary interpretuje v kán. 1009, §3: Qui constituti sunt in ordine episcopatus aut presbyteratus missionem et facultatem agendi in persona Christi Capitis accipiunt, diaconi vero vim populo Dei serviendi in diaconia liturgiae, verbi et caritatis. Kodex zde stanoví, že biskupové a kněží mají poslání a pověření jednat in persona Christi (v osobě Krista) jako hlavy (společenství církve), zatímco jáhni vykonají svou službu Božímu lidu v diakonii liturgie, ve službě Božího slova a službě křesťanské milosrdné lásky.

## Církev československá husitská
Církev československá husitská ve svých Základech víry učí, že „Svěcení kněžstva je svátost, v níž Boží církev na modlitbách přenáší služby svého kněžství na osoby způsobilé a osvědčené a v níž Duch svatý přistupuje ke svěcenci, aby dokonal jeho vnitřní povolání ke kněžskému poslání.“ (odst. 342). Uděluje se vkládáním rukou se slovy „Osvěcuj a posiluj tě Bůh Duchem svým svatým, amen.“ (odst. 343) Svěcení kněžstva se chápe jako „pověření k všestranné péči o obětní obecenství obce konáním bohoslužeb, hlásáním Slova Božího, vysluhováním svátostí a pastýřskou službou.“ (odst. 345)
Od roku 1947 mohou svátost svěcení kněžstva v této církvi přijmout i ženy.

## Pravoslaví
V pravoslaví je pojetí svátosti podobné katolickému. Gorazdův Pravoslavný katechismus říká, že „Ve svaté tajině kněžství se uděluje kněžský úřad a pomoc Ducha svatého k řádnému plnění povinností s tímto úřadem spojených.“ (odst. 721). Podobně jako v katolické církvi se rozeznávají tři stupně svátosti, „1. úřad biskupský neboli episkopský, 2.úřad kněžský neboli presbyterský a 3. úřad jáhenský neboli diakonský.“ (odst. 718). Biskup se zde označuje také episkop, archijerej nebo vladyka.